# Cerkiew Chrystusa Zbawiciela w Southbury
Cerkiew Chrystusa Zbawiciela – prawosławna cerkiew parafialna w Southbury, w dekanacie Connecticut diecezji Nowej Anglii Kościoła Prawosławnego w Ameryce. 
Cerkiew została wzniesiona w latach 1999–2004, jako pierwsza wolno stojąca świątynia parafii Chrystusa Zbawiciela w Southbury (wcześniej wspólnota korzystała z adaptowanych obiektów lub wynajmowała kościoły innych wyznań). Poświęcenia obiektu dokonali w dniach 4–5 września 2004 metropolita całej Ameryki i Kanady Herman oraz biskup bostoński Nikon.